# Acta Societatis Regiae Scientiarum Indo-Neerlandicae
Acta Societatis Regiae Scientiarum Indo-Neerlandicae (abreviado Acta Soc. Regiae Sci. Indo-Neerl.) fue una revista con ilustraciones y descripciones botánicas que fue editada en Yakarta. Se publicaron 8 números desde 1856 hasta 1860 con el nombre de Acta Societatis Regiae Scientiarum Indo-Neerlandicae. Verhandelingen der Natuurkundige Vereeniging in Nederlandsch-Indie.